# La Boquineta
La Boquineta är en ort i Mexiko.   Den ligger i kommunen Santa María del Río och delstaten San Luis Potosí, i den centrala delen av landet, 280 km norr om huvudstaden Mexico City. La Boquineta ligger 1 360 meter över havet och antalet invånare är 186.
Terrängen runt La Boquineta är huvudsakligen kuperad. La Boquineta ligger nere i en dal. Runt La Boquineta är det ganska glesbefolkat, med 22 invånare per kvadratkilometer. La Boquineta är det största samhället i trakten. I omgivningarna runt La Boquineta växer huvudsakligen savannskog.